# غريسيجنانو دي زوكو
غريسيجنانو دي زوكو (بالإيطالية: Grisignano di Zocco)‏ هي مدينة في مقاطعة مقاطعة فشنزة، في منطقة فنيتة، إيطاليا.